# 동명동호 분기점
동명동호 분기점(東明東湖分岐點, Dongmyeong-Dongho Junction, 동명동호JC)은 경상북도 칠곡군 동명면 봉암리, 대구광역시 북구 읍내동에 설치된 중앙고속도로와 대구외곽순환고속도로가 만나는 분기점이자 나들목이다.

## 역사
- 2014년 6월 3일 : 2021년까지 분기점 신설을 위해 칠곡군 도시계획시설 교통광장에 동명면 봉암리 일원을, 대구광역시 도시계획시설 교통광장에 북구 읍내동 일원을 읍내 분기점으로 고시[1]
- 2016년 1월 14일 : 2020년까지 스마트톨링 도입으로 인해 본선요금소 설치 제외로 인해 칠곡군 도시계획시설 교통광장 면적 변경[2]
- 2022년 3월 31일 : 대구외곽순환고속도로 개통과 함께 동명동호 분기점으로 통행 개시[3]

## 구조물 정보
트럼펫형 및 직결형(복합형) 입체 나들목 겸용 분기점으로 개통되었다.
- 위치: 경상북도 칠곡군 동명면 봉암리, 대구광역시 북구 읍내동

## 접속하는 노선

### 부산・춘천방면
- 중앙고속도로 (15-1번)

### 달서방면
- 대구외곽순환고속도로 (6번)

### 율암・산격동방면
- 대구외곽순환고속도로 (6번), 호국로 (중첩구간)

### 팔달교방면
- 국도 제5호선•국도 제25호선 (경북대로)